# Olaf I de Noruega
Olaf I de Noruega u Olav Tryggvason (n. en 964-† ¿9 de septiembre de 1000?) fue rey de Noruega desde 995 hasta 1000. Hijo de Tryggve Olafsson, rey de Viken, y bisnieto de Harald I de Noruega.
Tras haber sido educado en la corte de Rusia por el exilio de su madre, Olaf se dedicó al saqueo en el mar Báltico y el mar del Norte. Vivió en Polonia, Irlanda e Inglaterra, lugar donde se convirtió al cristianismo en su forma católica. Alcanzó la corona de Noruega en el 995. Una vez en el trono, intentó extender la fe cristiana por su reino, pero se enfrentó con la rivalidad de Dinamarca. En una de esas batallas falleció en el año 1000, posiblemente al caerse de un barco.

## Biografía según las sagas

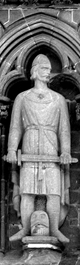
Estatua de Olaf Tryggvason en la fachada de la Catedral de Trondheim.

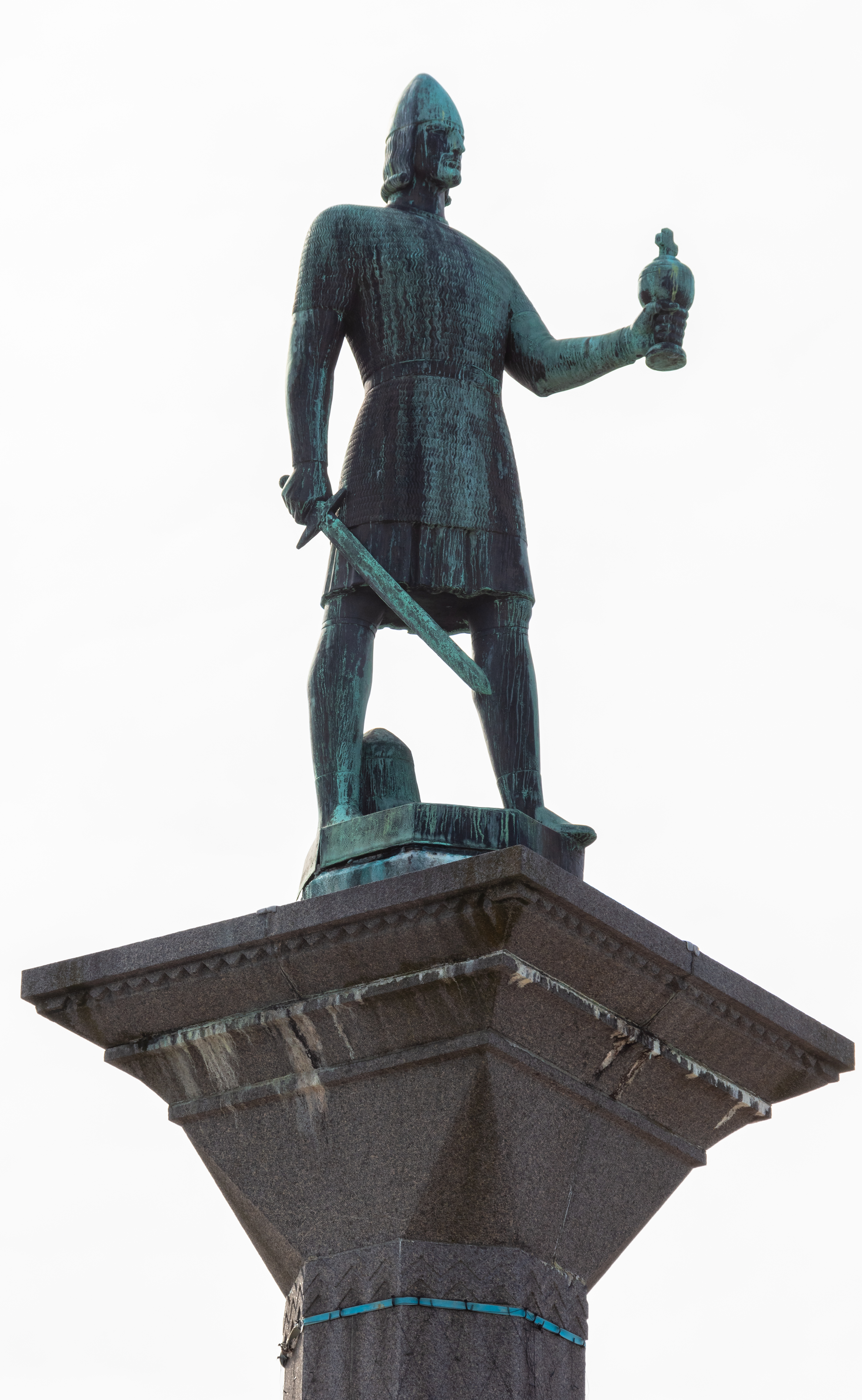
Estatua sobre la plaza central de Trondheim.

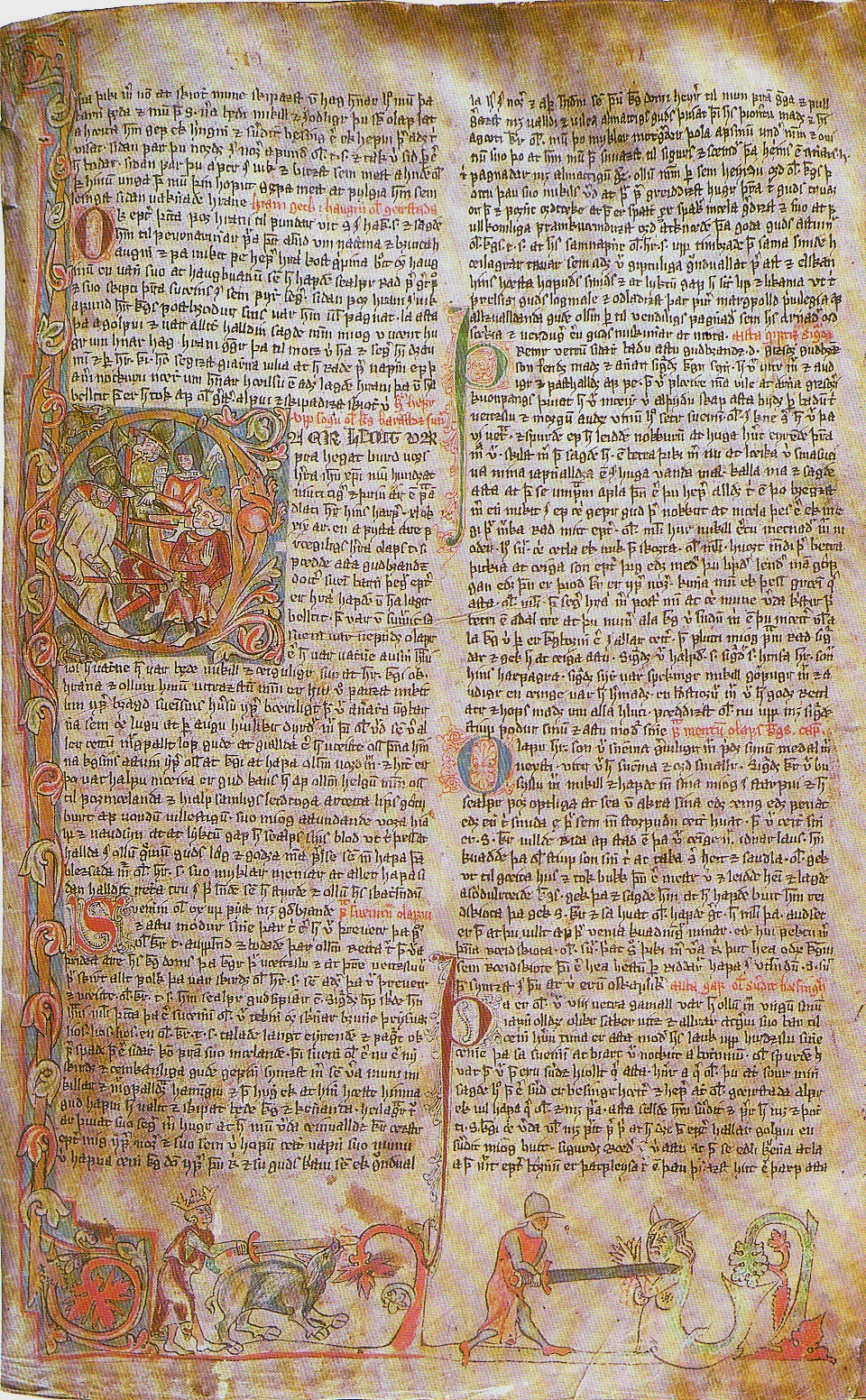
La miniaturas marginales representan algunas hazañas de Olaf Tryggvason, aquí matando un jabalí y un ogro marino según el Flateyjarbók..

No se sabe la fecha exacta de su nacimiento. La Heimskringla señala que nació poco después del asesinato de su padre en 963, mientras que otras fuentes sugieren una fecha entre 964 y 969. Según la Saga de Olaf Tryggvson, de Snorri Sturluson, la fuente de donde más se sabe de Olaf, este nació en un islote en el fiordo de Randsfjorden, donde su madre Astrid se mantenía escondida de Harald Gråfell, el líder de los asesinos de su esposo y rey desde 961. Su padre, rey de Viken, había sido asesinado por Harald, quien pretendía reunificar Noruega.
Astrid decidió marcharse a Garðaríki (Rus de Kiev) donde su hermano Sigurd estaba al servicio del rey Vladimiro I. Olaf contaba con tres años cuando partió junto con su madre a bordo de un barco mercante de Nóvgorod.
En el mar Báltico, el barco fue capturado por una banda de osilianos (vikingos estonios), y sus pasajeros fueron asesinados o vendidos como esclavos. Olaf, su padre adoptivo Thorolf Lusarskeg y el hijo de este, Thorgils, fueron esclavos de un hombre llamado Klerkon. Este mató al hombre por considerarlo demasiado viejo y vendió a los dos niños a un hombre, que a su vez los vendió a un tal Reas.
Seis años después. Sigurd Eriksson, el tío de Olaf, visitó Estonia en su función de recaudador de impuestos y, al encontrar a un niño de gran belleza, le preguntó acerca de su familia. Tras enterarse de que se trataba de su sobrino, Sigurd compró a los dos niños a su amo y los llevó con él a Novgorod, donde vivieron bajo la protección del rey Vladimir.
Un día Olaf encontró en la plaza de Novgorod a Klerkon, su antiguo amo en Estonia, y lo asesinó de un hachazo en la cabeza. Una turba siguió al joven con la intención de ajusticiarlo por el crimen, pero Olaf se refugió bajo la protección de la reina Allogia, quien pagaría para calmar a la muchedumbre.
Cuando Olaf creció, Valdemar le confirió el cargo de jefe de sus ejércitos, pero después de un par de años el rey se mostró celoso de la popularidad del joven entre los soldados. Temiendo que Olaf pudiera ser una amenaza para la seguridad de su reino, Valdemar dejó de tratarlo amistosamente. Olaf decidió entonces que era mejor buscar fortuna en otra parte, y marchó al Báltico.
Después de abandonar Novgorod, Olaf se dedicó a actividades de pillaje en puertos y poblaciones. En 982 fue víctima de una tormenta y tuvo que hacer puerto en Wendland (en la actual Polonia), donde conoció a Geira, una hija del rey wendo Burislav. Olaf y sus hombres recibieron la invitación de permanecer en esa tierra durante el invierno. Poco después, Olaf y Geira se casaron. Olaf reclamó con la guerra los territorios que se negaban a pagar impuestos a Geira. Después de exitosas campañas militares, comenzó a realizar ataques y saqueos en Escania y Gotland.
El emperador Otón III había reunido un gran ejército compuesto de sajones, francos, frisios y wendos para combatir a los daneses paganos. Como su suegro, el rey de Wendland, formaba parte de este ejército, Olaf también se integró a él. El ejército imperial desembarcó en Jutlandia y vencería al ejército de Harald I de Dinamarca y a su aliado Haakon Jarl, gobernante de Noruega, quienes tras la batalla fueron obligados a convertirse al cristianismo.
Pasados tres años de estancia en Wendland, Geira, la esposa de Olaf, enfermó y murió. Debido a la tristeza que le embargó, Olaf decide abandonar Vindland, y en 984 comienza una nueva vida nómada de saqueo. Viajó desde Frisia a las islas Hébridas y cuatro años después llegó a una de las Islas Sorlingas, donde, según decían, vivía un profeta cristiano, que predijo que Olaf llegaría a ser un rey famoso; es en ese momento cuando Olaf se convierte al cristianismo. A partir de entonces, Olaf deja de realizar pillaje en Inglaterra, pues ya no deseaba hacer daño a la gente que profesaba su misma fe.
En 988, Olaf desembarcó en Inglaterra, donde la reina Gyda, hermana de Olaf Cuaran, rey de Dublín, había enviudado y buscaba un nuevo marido. Varios hombres ricos se presentaron ante la reina, pero ella prefirió a Olaf, pese a que sus vestidos eran pobres. Un hombre de nombre Alfvine no estuvo de acuerdo con la elección y retó a combate a Olaf y sus hombres. Olaf y los suyos ganaron todos los enfrentamientos, pero no mataron a sus adversarios. Gyda y Olaf se casaron y vivieron entre Inglaterra e Irlanda.

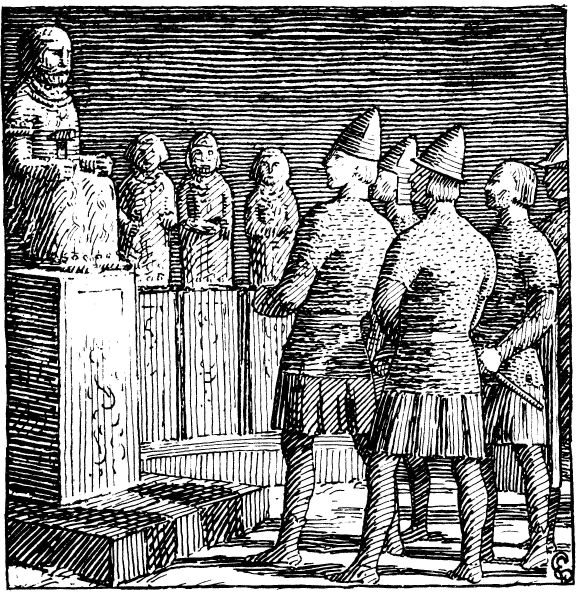
Olaf en el templo de Thor. Ilustración de Halfdan Egedius.

En 995, surgieron rumores en Noruega de la existencia de un rey en Irlanda de sangre noruega. Al enterarse Haakon Jarl, envió a Thorer Klakka a Irlanda para enterarse de si se trataba del hijo de Tryggve Olafson, y de ser así, traerlo a Noruega. Thorer visitó Irlanda y tras saber que Olaf era el hijo de Tryggve Olafson, comenzó una amistad con él y le habló de la difícil situación que atravesaba Noruega. Haakon Jarl se había vuelto bastante impopular, y su rechazo al cristianismo le había llevado a enfrentarse con los daneses. Olaf vio una oportunidad de regresar a su tierra natal. Cuando desembarcó en Noruega, había estallado una revuelta contra Haakon Jarl, quien se había escondido en una pocilga, junto a uno de sus esclavos, Tormod Kark. Olaf consigue que los rebeldes le acepten como rey promete una recompensa para aquel que encuentre y asesine a Haakon. Kark, el esclavo de Haakon, se enteró de la recompensa y asesinó a su amo cuando este dormía. Al día siguiente, el esclavo se presentó ante Olaf con la cabeza de Haakon, pero el rey, en vez de recompensarlo, ordenó que lo decapitaran.
Una vez afirmada su autoridad, Olaf viajó a varias partes de Noruega que no se encontraban bajo el gobierno de Haakon, sino del rey de Dinamarca, y se ganó la adhesión de esas tierras. Estableció que todos los noruegos debían ser bautizados. Aunque la mayoría aceptó, aquellos que no lo hicieron fueron torturados o asesinados. Las völvas fueron abandonadas a su suerte, atadas en rocas en el mar, donde se ahogaron al subir la marea.
En 997, Olaf fundó la actual ciudad de Trondheim, donde estableció su capital. Era un buen sitio, puesto que el río Nid, antes de desembocar en el fiordo, formaba una península que podía ser fácilmente defendida de ataques por tierra. Ahí se celebró el primer thing del rey.

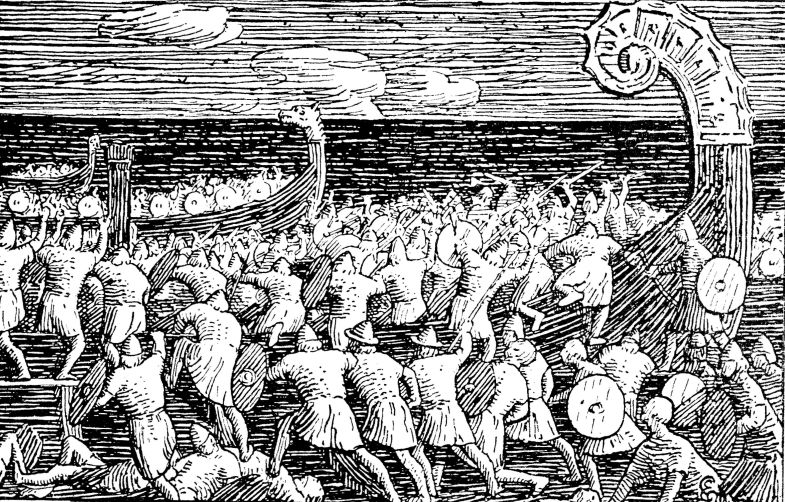
La Serpiente Larga es atacada durante la batalla de Svolder. Ilustración de Halfdan Egedius.

Probablemente Olaf tenía la ambición de gobernar una Escandinavia unida e inició negociaciones para desposar a la reina de Suecia, Sigrid Storråda, pero el recalcitrante paganismo de la sueca impidió que estas llegaran a buen término. Se enemistó con Svend I de Dinamarca al casarse con Tyra, la hija de Harald Blåtand. Tyra había abandonado a su marido, Burislav, para casarse con Olaf, desafiando así la autoridad de su hermano.
Olaf había obtenido riqueza de sus dos primeras esposas, pero Tyra fue su perdición. Se enfrentó en el año 1000 con una gran flota de fuerzas combinadas danesas, suecas y wendas, así como de los hijos de Haakon Jarl. La batalla de Svolder terminó con la aniquilación de las fuerzas de Olaf. Diversas fuentes dan por muerto al rey, mientras que otras cuentan que logró escapar a bordo de su barco, el Ormen Lange (Serpiente Larga), en el cual desapareció y nunca más se supo de él. Su historia se cuenta en la balada feroesa Ormurin langi.

## Pérdida de la fe
Adán de Bremen en su Gesta Hammaburgensis ecclesiae pontificum escribió cómo según algunos, el propio Olaf abandonó el cristianismo al final, debido a la falta de ayuda de Cristo contra sus enemigos a pesar de todos los esfuerzos y crímenes que Olaf cometió por el triunfo de la nueva fe, y cómo el cristianismo lo convirtió en una persona fanática y cruel.